# LSV Arado Warnemünde
LSV Arado Warnemünde (celým názvem: Luftwaffen-Sportverein Arado Warnemünde) byl německý vojenský fotbalový klub, který sídlil v rostocké městské části Warnemünde. Klub patřil pod letecké jednotky Luftwaffe. Založen byl v roce 1924 jako tovární klub letecké společnosti Arado. Zanikl v roce 1944, o rok později zanikla i samotná firma. Klubové barvy byly černá a bílá.
Největším úspěchem klubu byla celkem dvojroční účast v Gaulize Mecklenburg, jedné ze skupin tehdejší nejvyšší fotbalové soutěže na území Německa.

## Umístění v jednotlivých sezonách
Stručný přehled
Zdroj: 
- 1942–1944: Gauliga Mecklenburg

Jednotlivé ročníky
Zdroj: 
Legenda: Z - zápasy, V - výhry, R - remízy, P - porážky, VG - vstřelené góly, OG - obdržené góly, +/- - rozdíl skóre, B - body, červené podbarvení - sestup, zelené podbarvení - postup, fialové podbarvení - reorganizace, změna skupiny či soutěže
| Velkoněmecká říše (1942 – 1944) |                     |        |    |   |   |   |    |    |     |    |        |
| Sezóny                          | Liga                | Úroveň | Z  | V | R | P | VG | OG | +/- | B  | Pozice |
| 1942/43                         | Gauliga Mecklenburg | 1      | 11 | 4 | 3 | 4 | 32 | 29 | +3  | 11 | 5.     |
| 1943/44                         | Gauliga Mecklenburg | 1      | 16 | 8 | 1 | 7 | 38 | 42 | -4  | 17 | 6.     |